# Messier 78
Messier 78 (M78) även känd som NGC 2068, är en reflektionsnebulosa i stjärnbilden Orion. Den upptäcktes av Pierre Méchain 1780 och lades samma år in av Charles Messier i hans katalog över kometliknande objekt.
Messier 78 är belägen ca 1 350 ljusår från jorden och är lätt att hitta även med små teleskop, som en suddig fläck med två stjärnor av tionde magnituden. Det är dessa stjärnor, HD 38563 A och HD 38563 B, som står för det ljus som reflekteras i nebulosan och därigenom gör den synlig.

## Egenskaper
M78-molnet innehåller en hop av stjärnor som är synliga i infrarött ljus. Tack vare gravitationen har den molekylära gasen i nebulosan fragmenterats in i en hierarki av klumpar de tyngre kärnor av vilka kan bildas stjärnor med massa upp till 5 solmassor. Omkring 45 variabla stjärnor av typen T Tauri, unga stjärnor som fortfarande håller på att bildas. På samma sätt är 17 Herbig-Haro-objekt kända i M78.

## Galleri

VISTA bild av Messier 78.
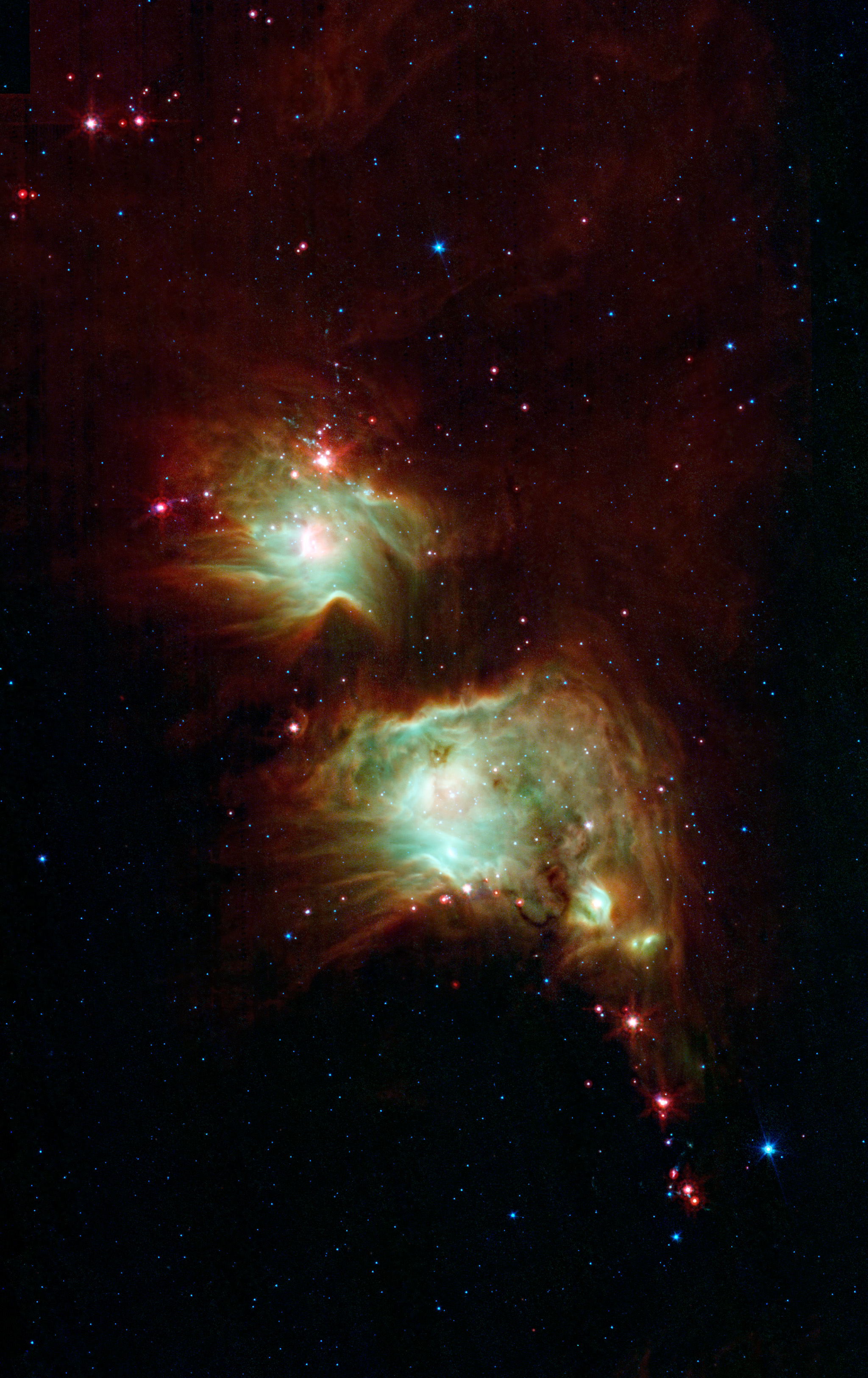
Spitzer bild av Messier 78.